# Pierre Marie de Grave
 (octobre 2022).
Pierre Marie, marquis de Grave, né le 27 septembre 1755 à Paris où il est mort le 16 janvier 1823, est un général et homme politique français.
Maréchal de camp, il est ministre de la Guerre en 1792, puis émigre. Il est Pair de France en 1816.

## Biographie
Pierre Marie de Grave naît à l’hôtel de Matignon puis vécut par la suite dans l’hôtel particulier de la famille de Grave (Hôtel de Bauffremont) qui se situe dans l’actuel 7e arrondissement dans la rue de Grenelle, destitué[C'est-à-dire ?] sous la Révolution.
Avant la Révolution, Pierre Marie de Grave était colonel avec le titre de premier écuyer du duc de Chartres (futur Louis-Philippe Ier). Sous la Révolution, il est promu maréchal de camp le 13 décembre 1791. 
Il est issu de la prestigieuse et puissante famille de Grave qui descend du premier comte de Montpellier Guilhem Ier de Montpellier (985-1025). Ils furent ainsi puissants dès le Moyen Âge en ayant toujours cultivé une proximité intime avec chaque roi et notamment au cours des premières croisades du XIe siècle en combattant aux côtés de Philippe Ier, on compte aussi un capitoul de Toulouse nommé de Grave en 1227. La famille de Grave s’illustre aussi dans le domaine ecclésiastique en étant grand évêque de Carcassonne sous le règne  de Charles VII mais aussi dans le domaine militaire en occupant des postes tels que maréchaux de camps, commandant des grands régiments de France et du Languedoc ou encore maître chevalier de l'ordre de Saint-Louis. Lors de la bataille de Patay en 1429, le baron chrétien de Grave participa brillamment à la victoire française. Leur blason apparaît en hommage dans les salles des grands croisés au palais de Versailles. Ils occupèrent ensuite des positions très importantes et influentes durant la Renaissance notamment en occupant des postes privilégiés tels que sénéchaux ou encore conseillers d'état d'épée de François Ier jusqu'au roi Louis XV et ce sous chaque roi. Ils furent aussi, à la cour de Versailles notamment sous Louis XIV, grands maîtres de la garde robe de sa majesté aux côtés de leurs cousins la Maison de Montmorency ou encore la famille de Goyon Matignon et la famille de Poitiers-Valentinois. Mais ils sont aussi gouverneur de Monsieur et proches de la famille royale. On y compte aussi un ministre de la guerre sous Louis XVI et des femmes influentes à la cour.
Leur baronnie est érigée en marquisat par Louis XIII en 1612 par lettres patentes post-mortem du roi Henri IV. 
Ils portèrent les titres de Baron chrétien de Grave, Marquis de Grave, de Villefargeau, de Solas, Comte de Bauche et Baron de Lattes. 
Le 9 mars 1792, Louis XVI l'appelle au ministère de la Guerre en remplacement du comte de Narbonne-Lara. Opposé à la guerre à cause de l'impréparation des armées, il est la cible des députés brissotins. Durant son administration, il augmente les effectifs des armées en vue de la guerre mais pas autant que nécessaire. Il fait aussi publier le 14 avril un décret augmentant les effectifs de la Gendarmerie nationale dans le but de prévenir des troubles. Degrave se plaint également de l'insubordination des troupes et demande afin d'y remédier des mesures répressives. 
Le 20 avril 1792 a lieu la déclaration de guerre de la France au roi de Bohême et de Hongrie.
Cette guerre débute de manière catastrophique par deux déroutes subies par les généraux Dillon et Biron. Dumouriez l'accuse d'être le responsable des défaites de son armée, ce qui amène de Grave à démissionner le 8 mai 1792, après seulement deux mois passés au gouvernement. Les brissotins s'emparent alors de son ministère en la personne de Servan
Décrété d'accusation après le 10 août 1792, Degrave émigre et ne revient en France qu'après le Coup d'État du 18 brumaire an VIII (9 novembre 1799). Il sombre ensuite dans l'oubli. Ils furent destitués de leur titre ainsi que de toutes leurs propriétés pour avoir été accusés de participation à l’organisation de la fuite de Louis XVI mais aussi pour leur propre exil illégal en Angleterre ainsi que leurs rentes qui dépassaient les 400 000 livres annuels soit plus de 6 250 000 euros par an.
Fidèle monarchiste, il est fait pair de France par Louis XVIII en 1816.
Plusieurs branches de Grave (Degrave) subsistent dans le Sud-Ouest de la France, en Bretagne et en Belgique.  

## Sources
- Révolution française de Jules Michelet
- « Pierre Marie de Grave », dans Adolphe Robert et Gaston Cougny, Dictionnaire des parlementaires français, Edgar Bourloton, 1889-1891 [détail de l’édition]
- Louis XVI, Jean-Christian Petitfils, Paris, Perrin, 2005
- Nobiliare universel de France, ou recueil général des généalogies, Nicolas Viton de Saint Allais, 1815
- Recherches sur la force de l'armée française, Philippe-Henri de Grimoard, 1806 Lien
- (en) « Generals Who Served in the French Army during the Period 1789 - 1814: Eberle to Exelmans »
- (pl) « Napoléon.org.pl »
- Docteur Robinet, Jean-François Eugène et J. Le Chapelain, Dictionnaire historique et biographique de la révolution et de l'empire, 1789-1815, volume 2, Librairie Historique de la révolution et de l’empire, 886 p. (lire en ligne), p. 97.